# Алаксандус

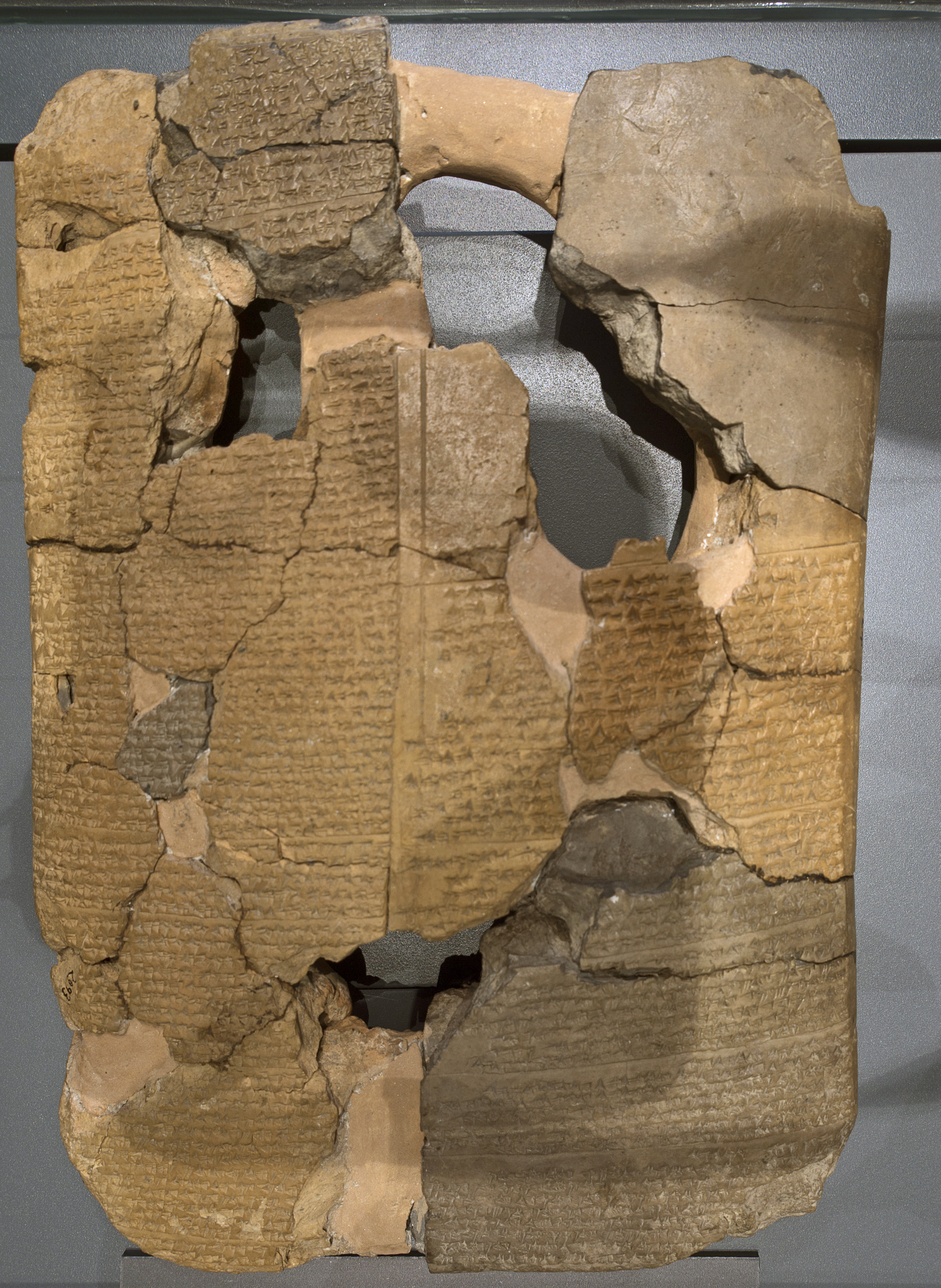
Глиняная табличка с договором между царями Алаксанду и Муваталли II. Музей Трои

Алаксандус, Алаксанду (хетт. Alaksandu) — царь Вилусы (Wiluse), т.е. Трои (Илиона), подписавший договор с хеттским царем Муваталли II (1295—1272 гг до н. э.) около 1280 г. до н. э. Данный договор обнаружен в раскопках Богазкёя (тур. Boğazkale) среди клинописных записей того времени. Договор предполагает, что Алаксанду ранее заключил договор также и с отцом Муваталли II — Мурсили II (1322—1295 гг. до н. э.).
Алаксанду называется преемником правителя по имени Куккунис (ср. греч. Кикн), хотя неизвестно, был ли он непосредственным и прямым преемником. Муваталли II напоминает о лояльности Вилусы по отношению к Хеттскому царству на протяжении трёх веков, ещё со времени правления Тутхалиса I, особенно о верности Кукунни Суппилулиуму I, которому Муваталли II приходился внуком.
Муваталли принижает важность царского происхождения, что может означать, что Алаксандуc получил трон не обычным порядком престолонаследия и не связан кровными узами с Кукунни. Это дало основания полагать, что, возможно, Алаксанду — греческий правитель по имени Александр и что он может быть отождествлен с гомеровским Александром из Илиона, более известным под именем  Парис. В Илиаде Париc был одним из сыновей Приама, которого некоторые связывают с Piyama-Radu — мятежным правителем Вилусы, упоминаемым в ранних хеттских текстах.